# Diasemiopsis
Diasemiopsis és un gènere d'arnes de la família Crambidae.

## Taxonomia
- Diasemiopsis leodocusalis (Walker, 1859)
- Diasemiopsis ramburialis (Duponchel, 1833)